# Иманово
Иманово (каз. Иманов) — село в Курмангазинском районе Атырауской области Казахстана. Входит в состав Макашского сельского округа. Код КАТО — 234657400.

## Население
В 1999 году население села составляло 308 человек (158 мужчин и 150 женщин). По данным переписи 2009 года, в селе проживали 274 человека (140 мужчин и 134 женщины).